# Ксирокринис
Ксирокри́нис (греч. Ξηροκρήνη) — район Салоник в Греции. Расположен в северо-западной части города. Население около 35 000 жителей.

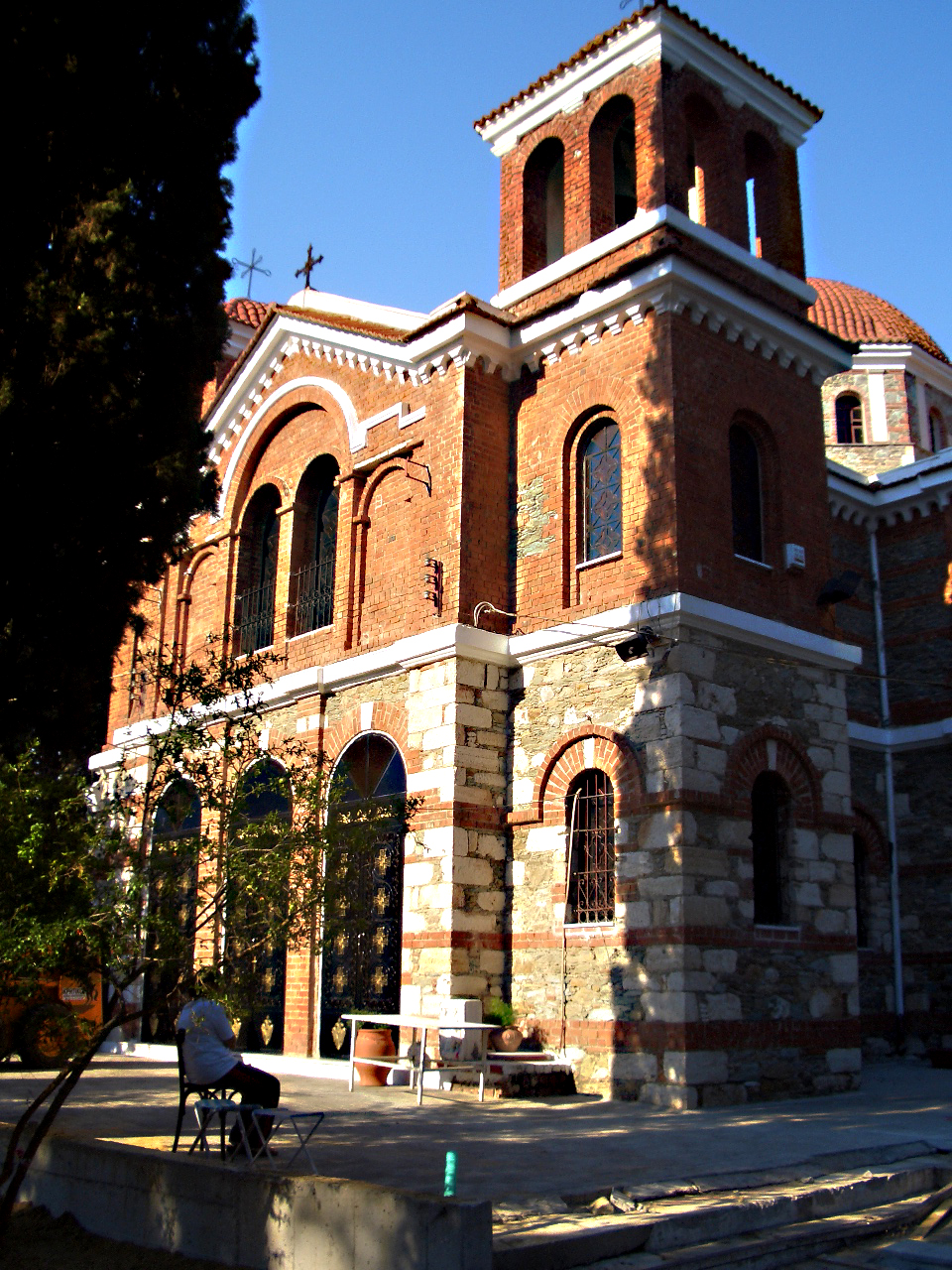
Церковь Айия-Параскеви на улице Лангада, построенная в 1897—1900 годах

## История
При строительстве зданий и Салоникского метрополитена был обнаружен некрополь эллинистического периода. Некрополь существовал до раннехристианского периода, когда стали появляться жилые и промышленные здания. В римский период около 306 года по приказу Максимиана на пересечении улиц Лангада и Айиу-Димитриу был замучен Нестор Солунский (Фессалоникийский), ученик Димитрия Солунского, день памяти которого — 27 октября (9 ноября). На пересечении улиц Лангада и Айиу-Димитриу найдены руины кладбищенской церкви первой половины V века, носившей имя святого мученика Нестора или святых мучениц Агапии, Ирины и Хионии. Кладбищенская церковь VI века обнаружена у Нового вокзала. Ещё одна раннехристианская кладбищенская церковь была разрушена в VII веке при переселении славян.
При османском владычестве на улице Монастириу были построены склады.
В 1897—1900 годах на улице Лангада построена церковь Айия-Параскеви.
Название получил от одноимённого района Константинополя. Был заселён беженцами из Константинополя, Малой Азии, Восточной Фракии и Восточной Румелии после малоазийской катастрофы и греко-турецкого обмена населением. В 1924 году построена церковь Айи-Пандес на улице Монастириу. В 1967 году на её месте открыт новая церковь Айи-Пандес.
В период оккупации здесь находилось убежище и типография Движения Сопротивления. Оккупанты обнаружили и уничтожили типографию. 11 мая 1944 года восемь молодых людей были казнены в  Амбелокипи.
В 1958 году построена часовня Айос-Николаос. В 1970-е годы переименована в часовню Айи-Кирилос-ке-Методиос. В 1961 году открыт железнодорожный Новый вокзал. В 1970 году построена церковь Айос-Николаос близ улицы Лангада.
Близ улицы Лангада находится часовня Айос-Атанасиос-Неомартирос по имени новомученика Афанасия Фессалоникийского.